# Michael Augustin (Schriftsteller)

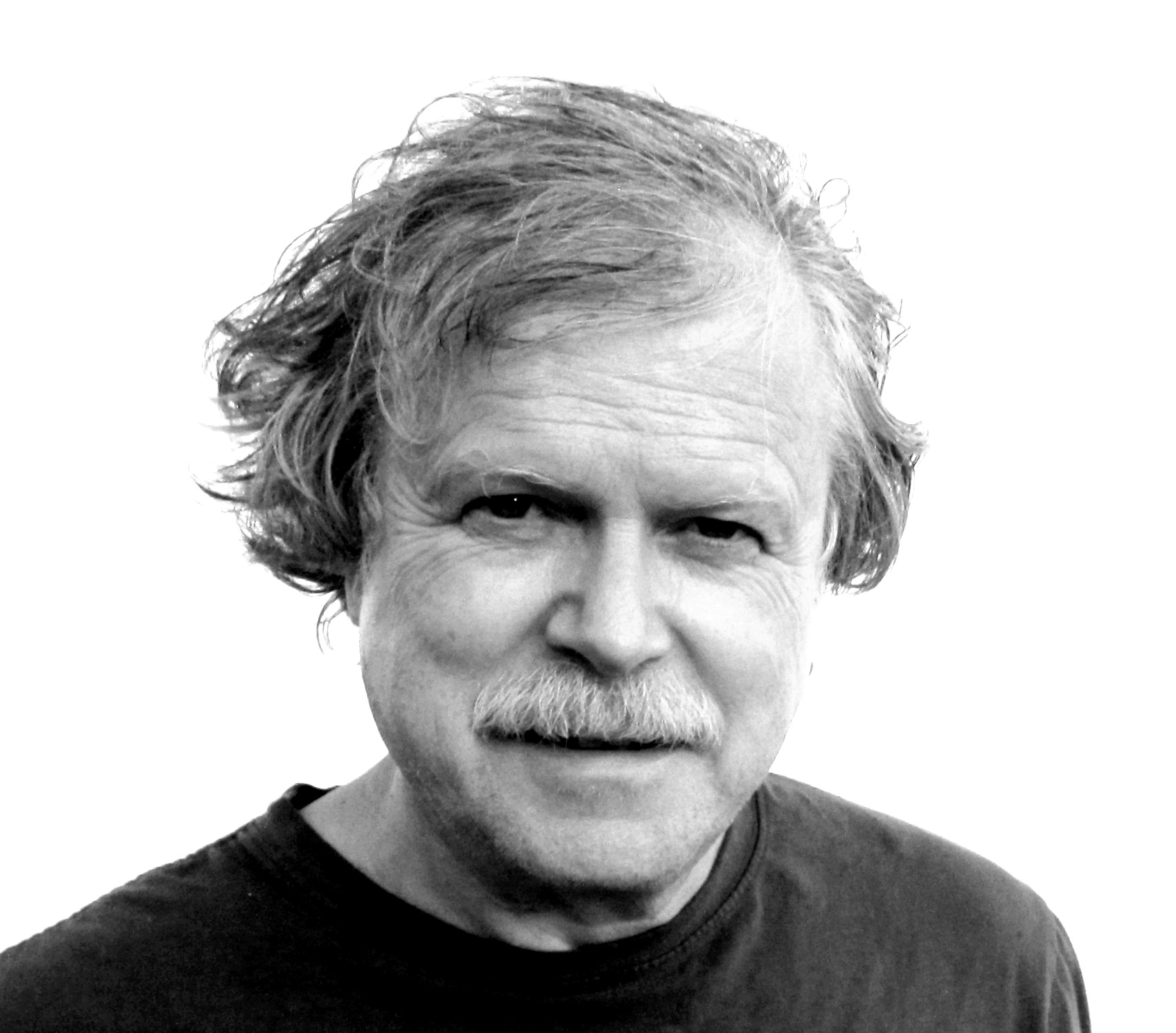
Michael Augustin (2012)

Michael Augustin (* 13. Juni 1953 in Lübeck) ist ein deutscher Schriftsteller und Journalist. Er lebt und arbeitet in Bremen.

## Biografie
Augustin hat in Kiel und Dublin Anglistik, Anglo-Irische Literatur, Volkskunde und Irish Folklore studiert. Ab 1976, als in der Schweiz sein erster Band mit Epigrammen erschien, hat er als freier Mitarbeiter Beiträge für den Hörfunk von Radio Telefís Éireann und Radio Bremen geschrieben. Seit 1979 hat er als Rundfunkredakteur und Autor bei Radio Bremen gearbeitet und war dort u.a zuständig für das vierzehntägliche Feature und die Lyriksendung „Fundsachen“. Bis 2019 war er Ko-Direktor des Internationalen Literaturfestivals Poetry on the Road in Bremen.
Augustin ist auch als freier Autor, Übersetzer und visueller Künstler tätig. Er schreibt Gedichte, Kurzprosa,  Kurzgeschichten sowie  Dramolette. Seine Bücher sind ins Italienische, Polnische, Spanische, Griechische, Irische, Niederländische, Englische und Schwedische und Portugiesische übersetzt worden.
Für etliche Jahre war er freier Mitarbeiter der Neuen Zürcher Zeitung und schreibt und zeichnet für Literaturzeitschriften im In- und Ausland, wie PN Review (England), Sirena (USA), Cyphers (Irland), Carapace (Südafrika), Tratti (Italien), Glossen (USA), die horen, Das Gedicht, Flandziu, Poesiealbum Neu und die Literarische Welt (Deutschland).
Er hat auf zahlreichen internationalen Poesiefestivals gelesen. Zudem gründete er 1978 das erste Literaturtelefon Deutschlands in Kiel. Diese Einrichtung besteht noch heute.
Er ist Mitglied im Verband deutscher Schriftsteller sowie in der deutschen und irischen Sektion von PEN International. Im Juni 2022 gehörte er zu den Mitgründern des PEN Berlin.
Augustin ist seit 1988 mit der indischen Dichterin Sujata Bhatt verheiratet.

## Auszeichnungen
- 1977 Friedrich-Hebbel-Preis
- 1982 Kurt-Magnus-Preis
- 1984 Honorary Fellow in Writing an der University of Iowa
- 1986 Amsterdam-Stipendium der Stichting Culturele Uitwisseling
- 2003 Writer in Residence am Dickinson College
- 2004 Gastprofessor am Dickinson College
- 2006 Writer in Residence an der University of Bath
- 2009/2015 Writer in Residence im Heinrich Böll Cottage, Achill Island, Irland
- 2021 Premio Casa Bukowski Internacional de Poesía

## Werke (Auswahl)
- 1974 Nestbeschmutzungen
- 1979 Die Verzweiflung des Mobiliars
- 1983 Der Apfel der Versuchung war ungespritzt
- 1987 Koslowski (Kurzprosa)
- 1989 Denkpause
- 1991 Mal eben Zigaretten holen (Miniaturen)
- 1993 Der Polarstern ist durchgebrannt (Gedichte)
- 1997 Anundfürsich (Bagatellen)
- 2000 Mehr nicht! – Letzte Augenblicke berühmter Frauen und Männer (Kurzprosa)
- 2001 Das perfekte Glück (Gedichte)
- 2003 Kleines Brimborium (Gedichte)
- 2005 Der Chinese aus Stockelsdorf (Miniaturen)
- 2007 Nur die Urne schwimmt – Das Beste & Neueste (Vermischtes)
- 2009 Geklautes Licht (Dreizeiler)
- 2011 Der Bahnhof fährt ab (Reisebilder)
- 2012 Ostsee-Storys (Prosa)
- 2014 Schweini blutet – Deutschland tutet (WM-Gedichte)
- 2015 Denkmal für Baby Schiller (Gedichte, Miniaturen & Collagen)
- 2016 Paar Siebensachen / Aquanauten & Waterkantianer (Gedichte & Collagen)
- 2016 Das System hat keine Krise (collages with found papers)
- 2016 Fußball-Miniaturen (Prosa & Collagen)
- 2018 Der stärkste Mann der Welt (Miniaturen, Gedichte & Collagen)
- 2018 Without Prior Warning (Collagen)
- 2020 Hurly-Burly (Visual Poems)
- 2020 Dr. Frankenstein's Patchwork Catalogue (Collagen)
- 2020 Hiesige Vorfälle, Kuriositäten aus dem Bremer Biedermeier
- 2021 Herring & Smelt, Fish Collages
- 2023 Immer was zu knabbern
- 2024 Die Rückkehr der Buchstabensuppe